# Державний лад Ліхтенштейну
Державний устрій князівства Ліхтенштейн — конституційна спадкова монархія (з 1862 року).
Суспільне та політичне життя Ліхтенштейну регламентується конституцією, прийнятою 5 жовтня 1921 року та доповненою поправками 1938, 1939, 1965, 1990 та 2003 років.
Головою держави є монарх — князь фон унд цу Ліхтенштейн, князь (герцог) Троппау та Егерндорф, граф Рітберг. Чинний князь — Ганс-Адам II Ліхтенштейн, фактично керує країною з 1984 року, хоча зійшов на престол 13 листопада 1989 року. Князь здійснює управління державою, візує прийняті ландтагом (парламентом) законодавчі акти, представляє Ліхтенштейн у взаєминах з іншими державами, призначає державних службовців, володіє правом помилування.
Законодавча влада належить князю та ландтагу (однопалатному парламенту), який складається із 25 депутатів: 15 депутатів від Оберланду та 10 депутатів від Унтерланду. Депутати обираються прямим таємним голосуванням за пропорційною виборчою системою строком на 4 роки. За згодою парламенту князь призначає коаліційний уряд у складі його голови та 4-х радників (три представники парламентської більшості та два представники опозиції).
Населення Ліхтенштейну має дуже сильні прямі демократичні права. Щонайменше 1000 громадян можуть ініціювати референдум або розгляд будь-якого закону. Референдум може призупинити дію Парламенту або змінити Конституцію — для цього на референдумі щонайменше 1500 громадян мають проголосувати «за». За умови низької явки референдум про призупинення роботи Парламенту або про внесення змін до Конституції визнається нелегітимним.
Виконавча влада належить уряду. Уряд Ліхтенштейну є колегіальним органом. Членом уряду може стати лише особа (незалежно від статі), яка народилася у Ліхтенштейні та була обрана до парламенту країни. Від кожного з двох виборчих округів князівства — Оберланду та Унтерланду — обираються по два кандидати до складу уряду, а також їхні заступники.
Судова влада є незалежною від виконавчої та законодавчої влади. Система судів загальної юрисдикції складається з трьох рівнів:
- Окружний суд (нім. Landgericht) — суд першої інстанції;
- Вищий суд (нім. Obergericht) — суд апеляційної інстанції;
- Верховний суд (нім. Oberste Gerichtshof) — вищої інстанції.

Професійні судді призначаються князем за поданням Ландтагу. Адміністративну юстицію здійснює Адміністративний суд, який розглядає скарги на рішення Уряду. Функції конституційного контролю виконує Державний суд Ліхтенштейну, який захищає конституційні права, вирішує суперечки щодо юрисдикції між судами та адміністративними властями, а також діє як дисциплінарний суд відносно членів Уряду. Крім того, державний суд компетентний розглядати питання про конституційність законів та законність рішень Уряду. Члени державного суду обираються Ландтагом; вибори голови суду підлягають затвердженню князем.